# Alexandra Nereïev
Alexandra Nereïev (née Alexandra Gil le 1er mai 1976) est une peintre, sculptrice, joaillière et écrivaine française vivant à Pully, en Suisse.

## Biographie
Nereïev est née au Chesnay et est diplômée de l'école d'art Maryse Eloy en 1999[réf. nécessaire].
Elle a quitté la France en 2011 pour aller s'installer à Locarno, puis elle a déménagé en Suisse romande en 2013[réf. nécessaire].
Elle est la fondatrice de la galerie d'ateliers Latzarine à Lagny-sur-Marne, qui fut ouverte de 2002 à 2006 où se déroulaient la plupart de ses expositions[réf. nécessaire].
Son approche rappelle fidèlement l'art figuratif, ses thèmes préférés étant les autoportraits, les nus et les paysages. L'artiste fréquente régulièrement l'atelier de croquis gratuit de l'Académie de la Grande Chaumière, à Paris[réf. nécessaire].

## Expositions
- 2003 : La Féerie, Galerie Latzarine, Lagny-sur-Marne
- 2004 : Monde organique, Galerie Latzarine
- 2005 : Divergences et Cruauté, lecture publique de poèmes, concert de piano et exposition de bijoux en pierre fine, Galerie Latzarine
- 2006 : Retour à la nature, exposition d'une toile éphémère destinée à être détruite, Galerie Latzarine
- 2009 : Ventes privées à La Sauvagine, France.
- 2011 : Hommage à Patricia, vente privée à La Toretta, Ascona, Suisse.

## Principaux travaux
- 2000 : Toscane, peinture à l'huile
- 2000 : Les Trois Grâces, triptyque de peinture à l'huile
- 2001 : Nu à la Grande Chaumière, peinture à l'huile
- 2006 : Fumeuse d'opium, peinture à l'huile
- 2011 : Femme au gant rouge (inspirée par Isabelle Huppert dans le film Ma petite princesse), peinture à l'huile
- 2012 : Roussalka, peinture à l'huile
- 2013 : Nudité à Kiel, peinture à l'huile

## Livres à tirage limité
- La Saga des Ruskova, roman auto-édité, 2009
- Feuilles d'ambre et poudre à Canons, roman auto-édité, 2012  (ISBN 978-1-62018-047-1)